# 青唇櫛齒刺尾魚
青唇櫛齒刺尾魚，為輻鰭魚綱鱸形目刺尾魚亞目刺尾魚科的其中一個種，於2001年由美國魚類學家John Ernest Randall和紐西蘭生物學家Kendall Clements首次正式描述，其模式產地為馬紹爾群島埃尼威托克環礁埃尼威托克島和帕里群島之間的潟湖，分布於太平洋區，包括日本、菲律賓、印尼、斐濟、澳洲、馬紹爾群島、密克羅尼西亞、吉里巴斯、帛琉、東加、吐瓦魯、威克島、新喀里多尼亞等海域，棲息深度2-30公尺，本魚色彩橘褐色到深褐色，具有藍色的線在鱗片列之後，頭部、前面的身體胸鰭上方基底與胸具有非常小的灰白淡黃色的斑點，唇藍色，眼窩狹窄地邊暗黃色，中央的鰭深褐色，背部有正在延伸的藍色的線在從身體，幼魚鮮黃色的，唇邊緣平滑的到細有乳頭狀突起，尾鰭邊緣微凹，背鰭硬棘8枚、背鰭軟條24-27枚、臀鰭硬棘3枚、臀鰭軟條22-25枚，體長可達16公分，棲息在珊瑚礁，以藻類為食，可做為觀賞魚。

## 擴展閱讀
維基物種上的相關：青唇櫛齒刺尾魚